# Continental A40
O motor Continental A40 é um motor de avião refrigerado a ar de quatro cilindros, opostos horizontalmente, carburado, desenvolvido especialmente para uso em aeronaves leves pela Continental Motors. Foi produzido entre 1931 e 1941.

## Projeto e desenvolvimento
O A40 de 37 hp (28 kW) foi introduzido no auge da Grande Depressão. Na época, havia vários motores pequenos disponíveis, mas todos apresentavam alto custo, complexidade ou baixa confiabilidade. O A-40 atendeu a todas essas deficiências e foi fundamental para a produção de aeronaves leves nas difíceis restrições econômicas do período. O A-40-4 apresentou um aumento de potência para 40 hp (30 kW). O motor mais tarde inspirou o A-50 e os motores subsequentes.
O A40 apresentava ignição única até a versão A-40-5, que introduziu ignição dupla. Todos os motores desta família têm uma taxa de compressão de 5,2:1 e foram projetados para funcionar com combustível com uma taxa de octanagem mínima de 73.
Toda a família de motores teve sua certificação encerrada em 1º de novembro de 1941. Os motores produzidos antes dessa data ainda são certificados, mas nenhum pode ser produzido após essa data.

## Variantes
A40
Ignição única, 37 hp (0 kW) a 2550 rpm, peso vazio 144 lb (100 kg)
A40-2
Ignição única, 37 hp (0 kW) a 2550 rpm, peso vazio 144 lb (100 kg)
A-40-3
Ignição única, 37 hp (0 kW) a 2550 rpm, peso vazio 144 lb (100 kg) Apresentava rolamentos de biela de níquel-cádmio.
A40-4
Ignição única, 40 hp (0 kW) a 2575 rpm, peso vazio 144 lb (100 kg), Insertos de biela com suporte de aço.
A40-5
Ignição dupla, 40 hp (0 kW) a 2575 rpm, peso vazio 156 lb (100 kg)

## Aplicações

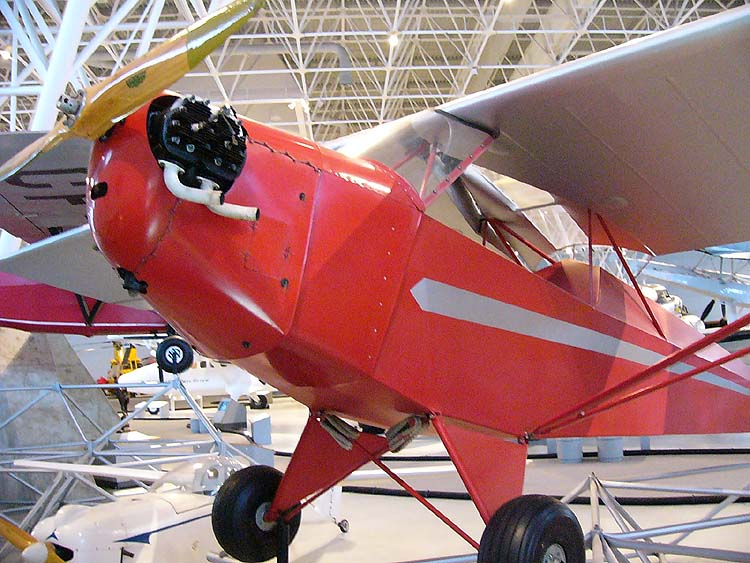
Um Taylor E-2 Cub e seu motor A-40 com os cilindros sobresaindo do capô, Canada Aviation Museum.

- Aeronca KC[8]
- Arup S-2
- Heath Parasol LNA-40
- Nicholson Junior KN-2
- Piper J-3 Cub[9][10]
- Porterfield CP-40 Zephyr[8]
- Rose Parakeet[8]
- Taylor E-2 Cub[4]
- Piper J-2 Cub[4]
- Taylorcraft A[8]
- Welch OW-5M[11]

## Exemplares em exibição
- No Old Rhinebeck Aerodrome.[4]